# Piona rotunda
Piona rotunda är en kvalsterart som först beskrevs av Kramer 1979.  Piona rotunda ingår i släktet Piona och familjen Pionidae. Inga underarter finns listade i Catalogue of Life.